# واين دوفال
واين دوفال (بالإنجليزية: Wayne Duvall)‏ مواليد 29 مايو 1958 في ماريلند، الولايات المتحدة، هو ممثل أمريكي بدأ مسيرته الفنية سنة 1991. درس في جامعة ميريلاند.

## الأعمال

### أفلام
- أبولو 13 (1995)
- الخداع (2009)
- حافة الظلام (2010)
- لينكون (2012)

## وصلات خارجية
- واين دوفال على موقع IMDb (الإنجليزية)
- واين دوفال على موقع ألو سيني (الفرنسية)
- واين دوفال على موقع أول موفي (الإنجليزية)
- واين دوفال على موقع قاعدة بيانات برودواي على الإنترنت (الإنجليزية)
- واين دوفال على موقع قاعدة بيانات الأفلام السويدية (السويدية)
- واين دوفال على موقع قاعدة بيانات الفيلم (الإنجليزية)
- واين دوفال على موقع كينوبويسك (الروسية)
- الموقع الرسمي